# 小妖精的腳
《小妖精的腳》（英語：Goblin Feet）是英國作家J·R·R·托爾金在1915年撰寫的一首詩，發表於由布萊克威爾出版社出版的詩集《牛津詩歌》內。之後也被收錄在1920年的《童话诗集》中。
托爾金為當時的未婚妻伊迪絲·布拉特寫了該首詩，因為伊迪絲喜歡「春天、花草樹木和小妖精」。詩中描繪了在花叢與樹林間提著燈的小妖精，為維多利亞時代小妖精或小仙女的經典形象，這與托爾金日後在《魔戒》與《精靈寶鑽》裡所描繪比人類還要高貴的中土大陸精靈形象有著很大差異。
當托爾金年歲增長後，並不滿意當年寫的《小妖精的腳》這首詩。

## 外部連結
- Goblin Feet （页面存档备份，存于）（英文）